# 학춤 (1983년 드라마)
《학춤》은 1983년 12월 3일에 방영된 TV문학관이다.

## 줄거리
어느 양로원에 모여있는 노인들은 젊은 시절의 생활을 잊지 못해 서로 의견 충돌이 잦은 편이다. 이 노인들 중 학춤을 추며 살아왔던 성구 영감(임혁)은 학춤을 신명나게 추던 시절의 제자였던 옥주(이기선)의 상념에서 헤어나지 못하고 있다. 젊은 시절, 성구는 양반집 딸 분옥(조남경)과 혼약했지만 광대라는 신분이 탄로나 쫓겨나고 여기저기를 방랑하던 중 옥주와 우연히 마주치게 되었는데...

## 출연
- 임혁
- 김효원
- 이기선
- 김난영
- 최명수
- 이신재
- 최창호
- 홍영자
- 김종구
- 이원종
- 송석호
- 장희진
- 조남경
- 윤성국
- 이성호
- 김재만